# Ismael Londt
Ismael Londt (ur. 12 lipca 1985 w Rotterdamie) – holenderski kick-boxer surinamskiego pochodzenia, finalista K-1 WGP z 2012 oraz mistrz SUPERKOMBAT w wadze ciężkiej.

## Kariera sportowa
W latach 2008–2011 notował cenne zwycięstwa nad Rico Verhoevenem czy Serhijem Łaszczenko. 16 lipca 2011 wygrał SUPERKOMBAT World Grand Prix, zaś 19 listopada tego samego roku, doszedł do finału kolejnego GP ulegając w nim w rewanżu Łaszczence przez nokaut. 7 lipca 2012 został inauguracyjnym mistrzem SUPERKOMBAT wagi ciężkiej, pokonując na punkty Freddy'ego Kemayo.
Między pojedynkami w rumuńskiej organizacji, zakwalifikował się do głównego finału K-1 WGP, wygrywając na punkty z Hindusem Jaideepem Singhiem na gali K-1 WGP Final 16 w Tokio. 15 marca 2013 podczas K-1 WGP doszedł do finałowego pojedynku, przegrywając w nim z Chorwatem Mirko Filipoviciem jednogłośnie na punkty.
22 sierpnia 2015 na gali Akhmat Fight Show, przegrał przez nokaut z Badrem Harim. W 2016 związał się z GLORY, gdzie 16 kwietnia 2016 wygrał turniej pretendentów wagi ciężkiej, wygrywając z Andersonem Silvą i Jahfarrem Wilnisem. 25 czerwca 2016, na GLORY 31, wypunktował Hesdy'ego Gergesa.
10 grudnia 2016 podczas gali Glory: Collision przegrał z Marokańczykiem Jamalem Ben Saddikiem jednogłośnie na punkty. Rok później 9 grudnia 2017 uległ również na punkty D'Angelo Marshallowi z Curaçao.

## Osiągnięcia
- 2010: mistrz IPTA w wadze ciężkiej, formuła K-1
- 2011: SUPERKOMBAT World Grand Prix II – 1. miejsce w turnieju wagi ciężkiej
- 2011: SUPERKOMBAT World Grand Prix – finalista turnieju wagi ciężkiej
- 2012: mistrz SUPERKOMBAT w wadze ciężkiej
- 2012: SUPERKOMBAT World Grand Prix – finalista turnieju wagi ciężkiej
- 2013: finalista K-1 WGP w Zagrzebiu
- 2016: GLORY Heavyweight Contender Tournament – 1. miejsce w turnieju wagi ciężkiej